# Malosco
Malosco – miejscowość i gmina we Włoszech, w regionie Trydent-Górna Adyga, w prowincji Trydent.
Według danych na rok 2004 gminę zamieszkiwało 351 osób, 58,5 os./km².